# Клиши-су-Буа

Схема расположения в Большом Париже

Клиши-су-Буа (фр. Clichy-sous-Bois) — коммуна во французском департаменте Сена-Сен-Дени, приблизительно в 16 км к северо-востоку от центра Парижа, пригородом которого она считается. Население 30 082 жителей (2015).

## История
В Средние века — деревня, находившаяся во владении тамплиеров, затем служившая охотничьим угодьем короля. В 1814 г. в королевском «охотничьем домике» останавливался царь Александр I. В 1870 г. район сильно пострадал от франко-прусской войны. В 1912 г. число жителей Клиши-су-Буа насчитывало 1434 человека. Бурный рост района начался после 1955 г.

## Преступность
Частота совершения преступлений в Сена-Сен-Дени и Клиши-су-Буа в частности, является одной из самых высоких во Франции. Это, в том числе, обусловлено и высоким уровнем безработицы. От 20 % до 40 % молодых людей в возрасте до 25-и лет не имеют постоянной работы.

## Массовые беспорядки (2005)

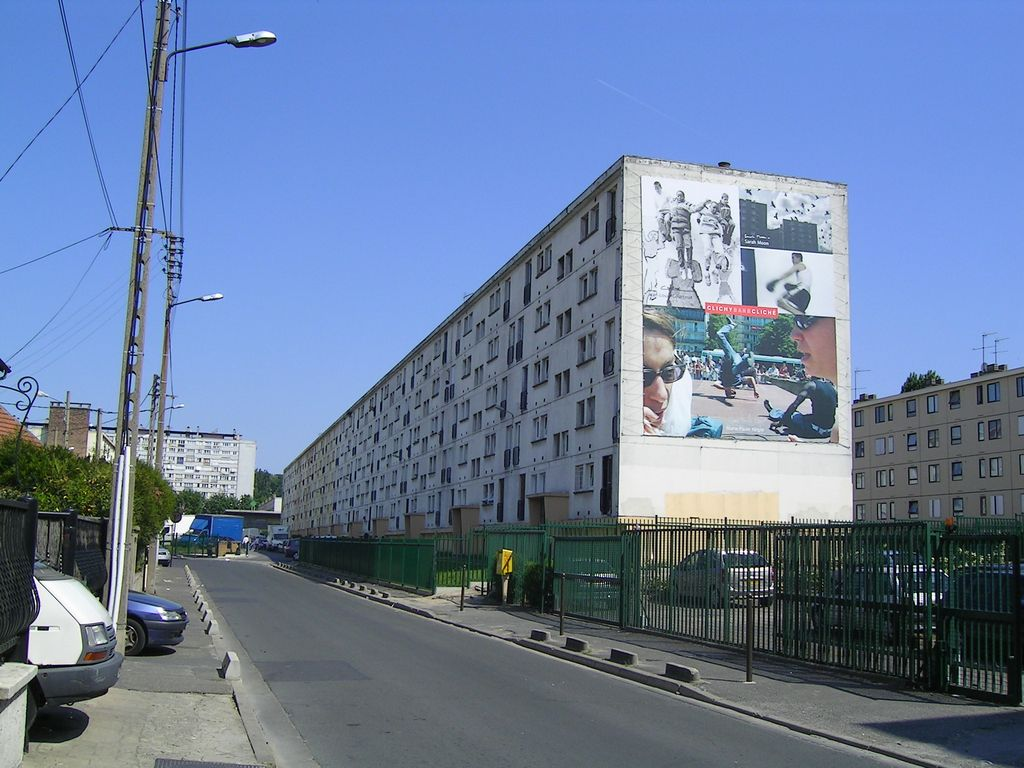
Кварталы дешёвого жилья в Клиши-су-Буа

В октябре 2005 г. в Клиши начались волнения, переросшие в массовые беспорядки, которые впоследствии распространились и на другие районы Парижа. Поводом послужила смерть двух подростков, тунисского и мавританского происхождения, которые, убегая от полиции, спрятались в трансформаторную будку и получили удары электротоком, несовместимые с жизнью.
В результате беспорядков пострадали и русские туристы из Ярославля, которые остановились в дешёвом отеле данного пригорода. 3 ноября они были ограблены. Также группа мусульманской молодёжи угнала, разбила и сожгла автобус тур-группы.